# 马克斯桥 (纽伦堡)

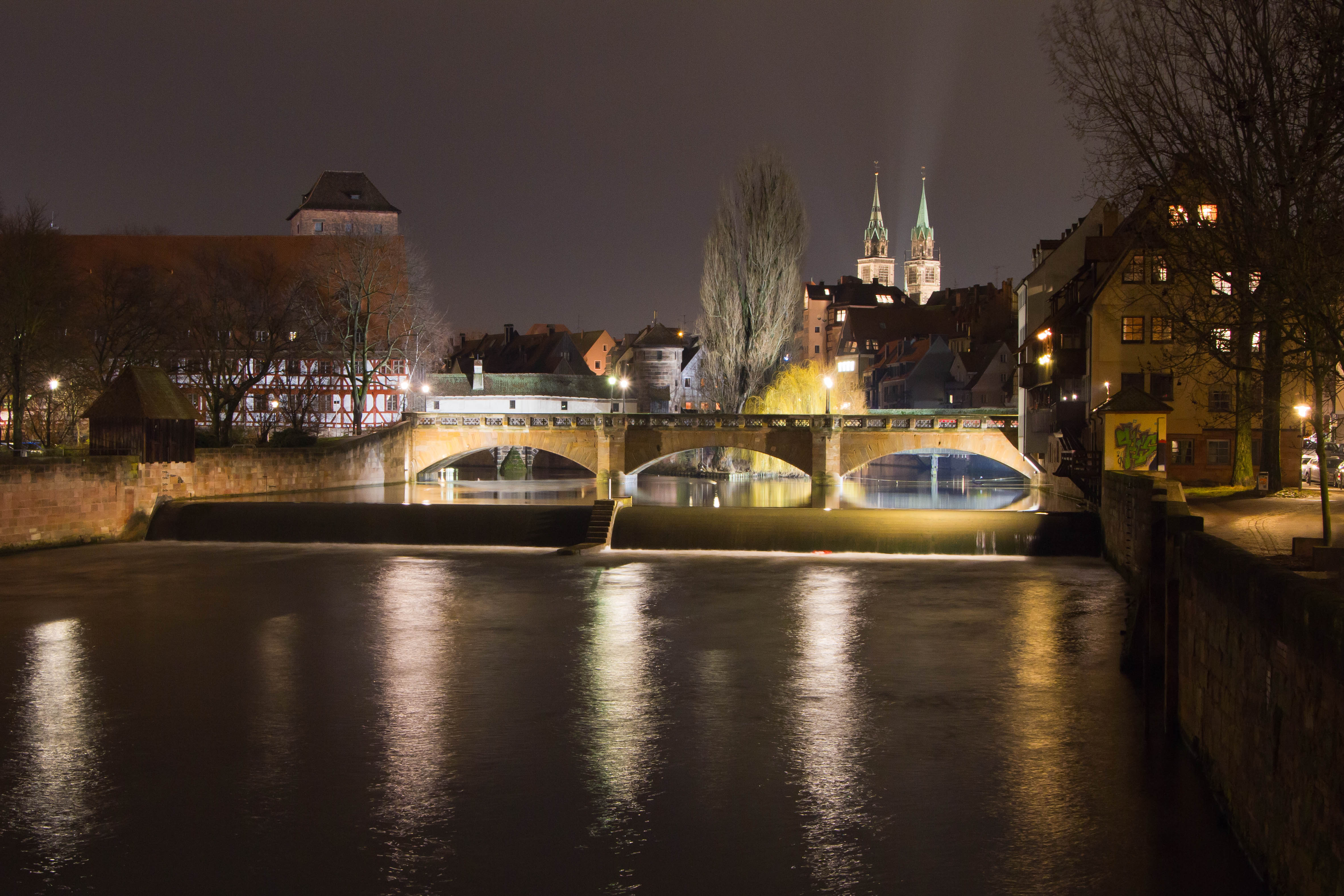

马克斯桥（Maxbrücke）是纽伦堡老城区的一座拱桥，跨佩格尼茨河。该桥有三拱，砂岩砌筑，有铸铁填充物，被认为是市内最古老的石桥。它南面连接佩格尼茨河南岸的洛伦茨老城区的牛油广场，北面连接塞巴尔德老城区的内杰林广场（Nägeleinsplatz）。该桥位于东侧的跳蚤市场岛（Trödelmarktinsel）与西侧的链桥之间。

## 历史
马克斯桥由罗滕堡建筑师雅各布·格林建造，于1457年完工。当时称为石桥（Steinerne Brücke）。后来，桥上布置了两门炮以保卫城市免受来自河流的袭击。1810年，这座桥改名为马克斯桥，以纪念巴伐利亚国王马克西米利安一世。桥北侧的新楼广场（Auf dem Neuen Bau）也因为同样的原因改名为马克斯广场（Maxplatz）。
由于佩格尼茨河北岸的内杰林磨坊（Nägeleinsmühle）的木质水塔发生火灾，马克斯桥受损，因此按照伯恩哈德·索尔格的规划进行了修复和重新设计。1852年，它重新开放。

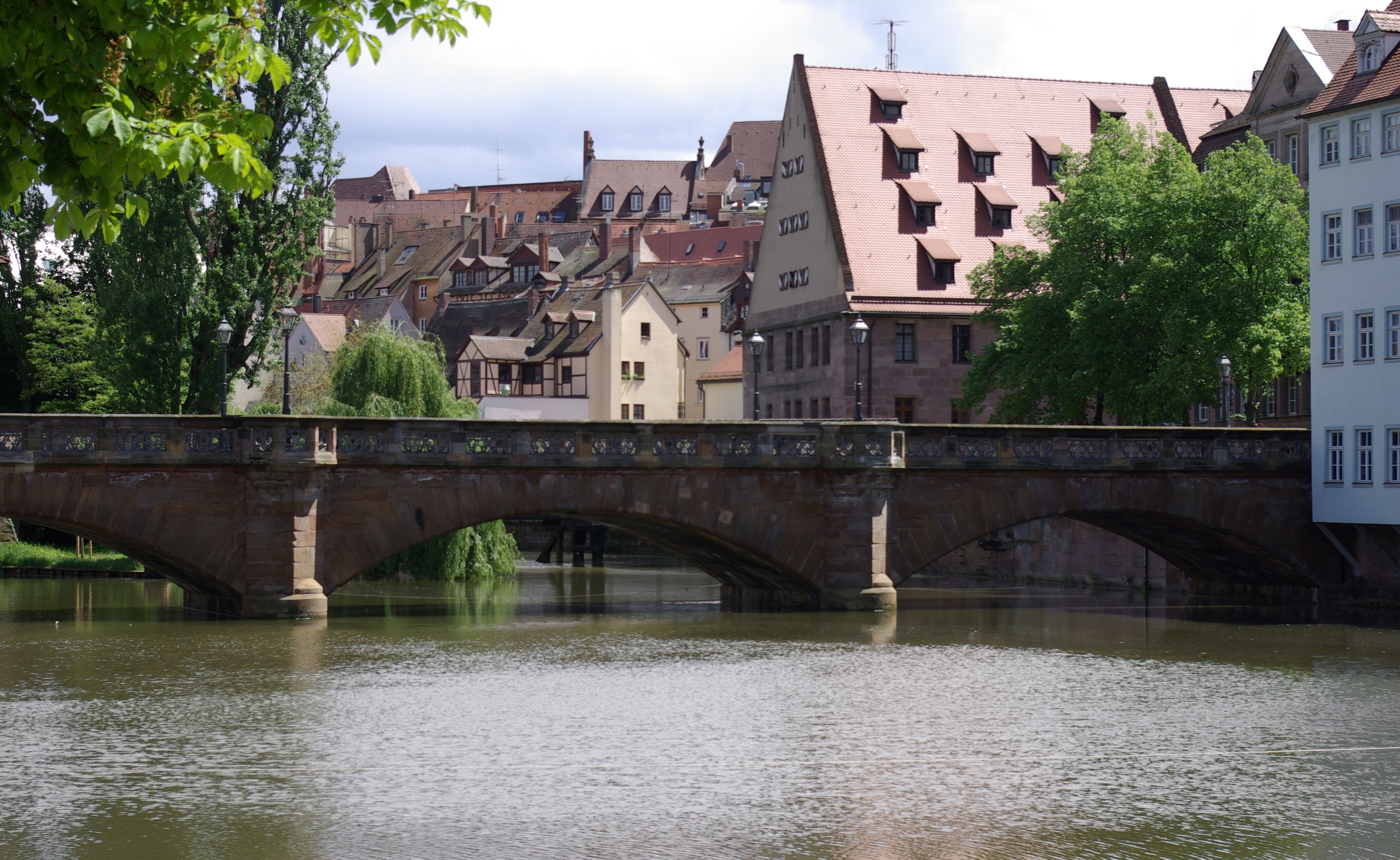
从链桥看马克斯桥
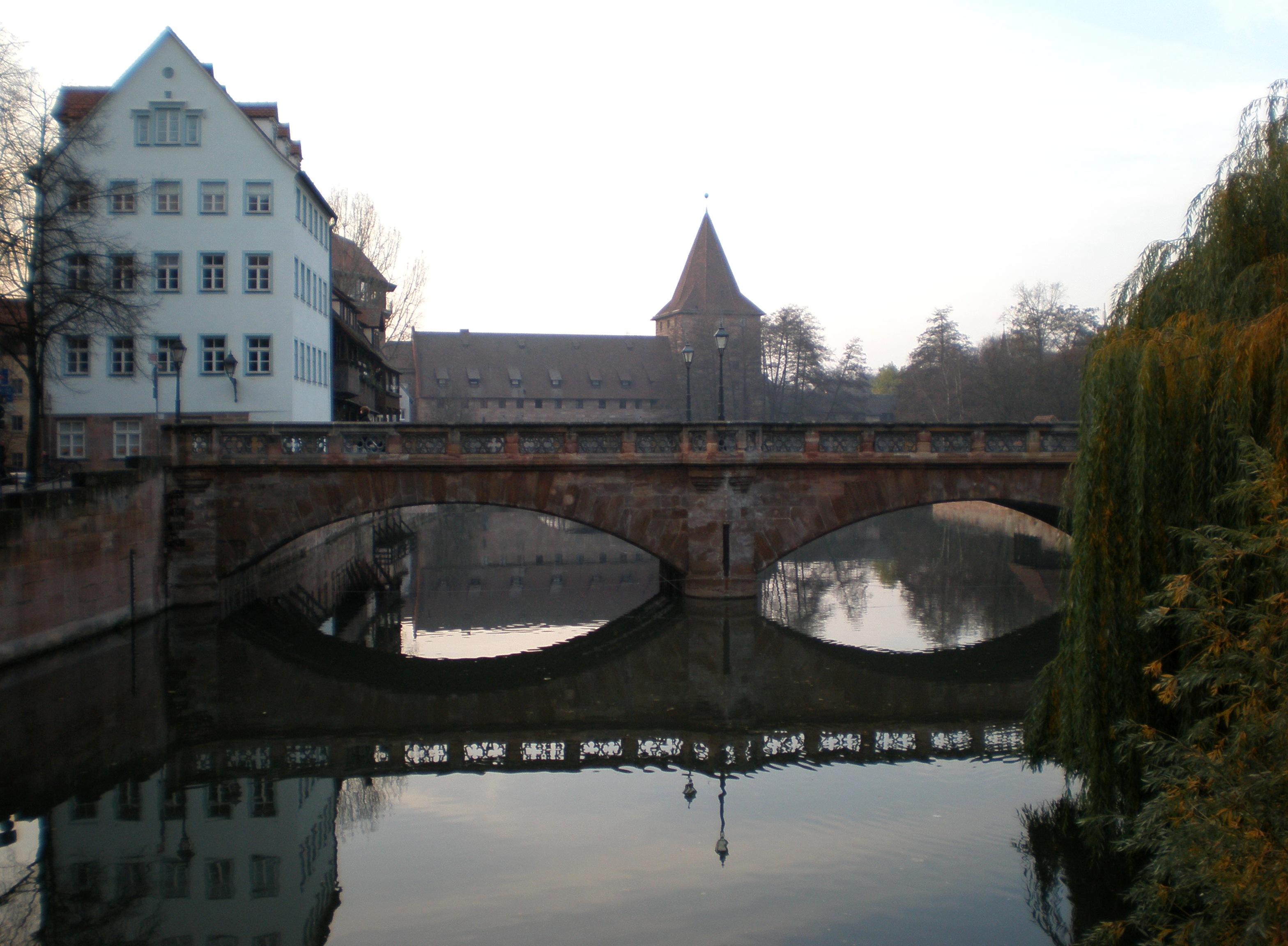
从刽子手桥看马克斯桥